# Javier Bustillos
Javier Agustín Bustillos (Santos Lugares; 5 de marzo de 1997), es un futbolista argentino que se desempeña como arquero y actualmente se encuentra en Club Sportivo Dock Sud de la Primera B Metropolitano.

## Carrera
En 2006, de la mano del ojeador Ramón Maddoni, llega a Boca procedente del Club Parque (amateur), firmando el por aquel entonces su primer contrato con el club Xeneize.

### Boca Juniors
En 2017 tuvo la posibilidad de ser el tercer arquero del equipo principal siendo también el titular de la reserva del club, pero fue relegado por padecer Paperas y volvió a ser relegado al cuarto lugar a consideración de Guillermo Barros Schelotto.
El 18 de febrero de 2018 integraría por primera vez el banco de suplentes de Boca. Durante ese año, tendría múltiples apariciones en el banco de suplentes, contabilizando un total de once. 
En el año 2020, tras más de tres años formando parte de Boca Juniors y no llegando a debutar oficialmente, se despide del club.

### All Boys
Una vez finalizado su vínculo con Boca, firmó contrato con el equipo de Floresta, All Boys. En enero del 2022, después de pertenecer un año y medio al club firmó su renovación con el mismo hasta el fin de año.

### Acassuso y Dock Sud
En 2023 tuvo un breve paso por Club Atlético Acassuso y a principios de 2024 firmó un contrato extensivo por toda la temporada con Dock Sud, siendo arquero titular y referente del plantel a lo largo del año.